# Lliga de Maio de futbol
La Lliga de Maio de futbol és la lliga regional de l'illa de Maio, Cap Verd. El campió disputa la lliga capverdiana de futbol.

## Clubs participants temporada 2014/2015
- 11 Unidos
- Académica Calheta
- Académico 83
- Barreirense
- Beira Mar
- Santana
- Morrerense

## Historial
Font:
Campionat de Maio
- 1991-92: Académico 83
- 1992-93: desconegut
- 1993-94: Académico 83
- 1994-95: Académico 83
- 1995-96: Onze Unidos
- 1996-97: Beira Mar
- 1997-98: Académico 83
- 1998-99: Onze Unidos
- 1999-00: Académico 83
- 2000-01: Onze Unidos
- 2001-02: Onze Unidos
- 2002-03: Onze Unidos
- 2003-04: Onze Unidos
- 2004-05: Onze Unidos
- 2005-06: Barreirense
- 2006-07: Académica da Calheta
- 2007-08: Académica da Calheta
- 2008-09: Onze Unidos
- 2009-10: Barreirense
- 2010-11: Onze Unidos
- 2011-12: Académico 83
- 2012-13: Académico 83
- 2013-14: Académica da Calheta
- 2014-15: Académico 83

Primera Divisió
- 2015-16: Académico 83
- 2016–17: Onze Unidos
- 2017–18: Barreirense FC
- 2018-19: Académico 83